# MeiPAM

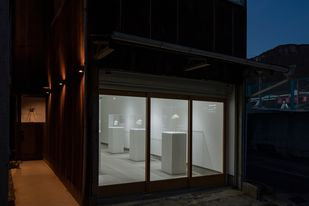
「小野川直樹美術館」の外観。「小野川直樹美術館」は元花屋をリノベーションして作られたアートスペース。「妖怪美術館」同様に迷路のまちの中にある。訪問の際には、妖怪美術館受付にて入館手続きをする。

MeiPAM（メイパム）は、瀬戸内海に浮かぶ離島・小豆島にある「迷路のまち」全体をひとつのアートサイトと捉えた民間企業による文化事業。Mei→迷路のまち、P→パフォーマンス、A→アート、M→マルシェの略。

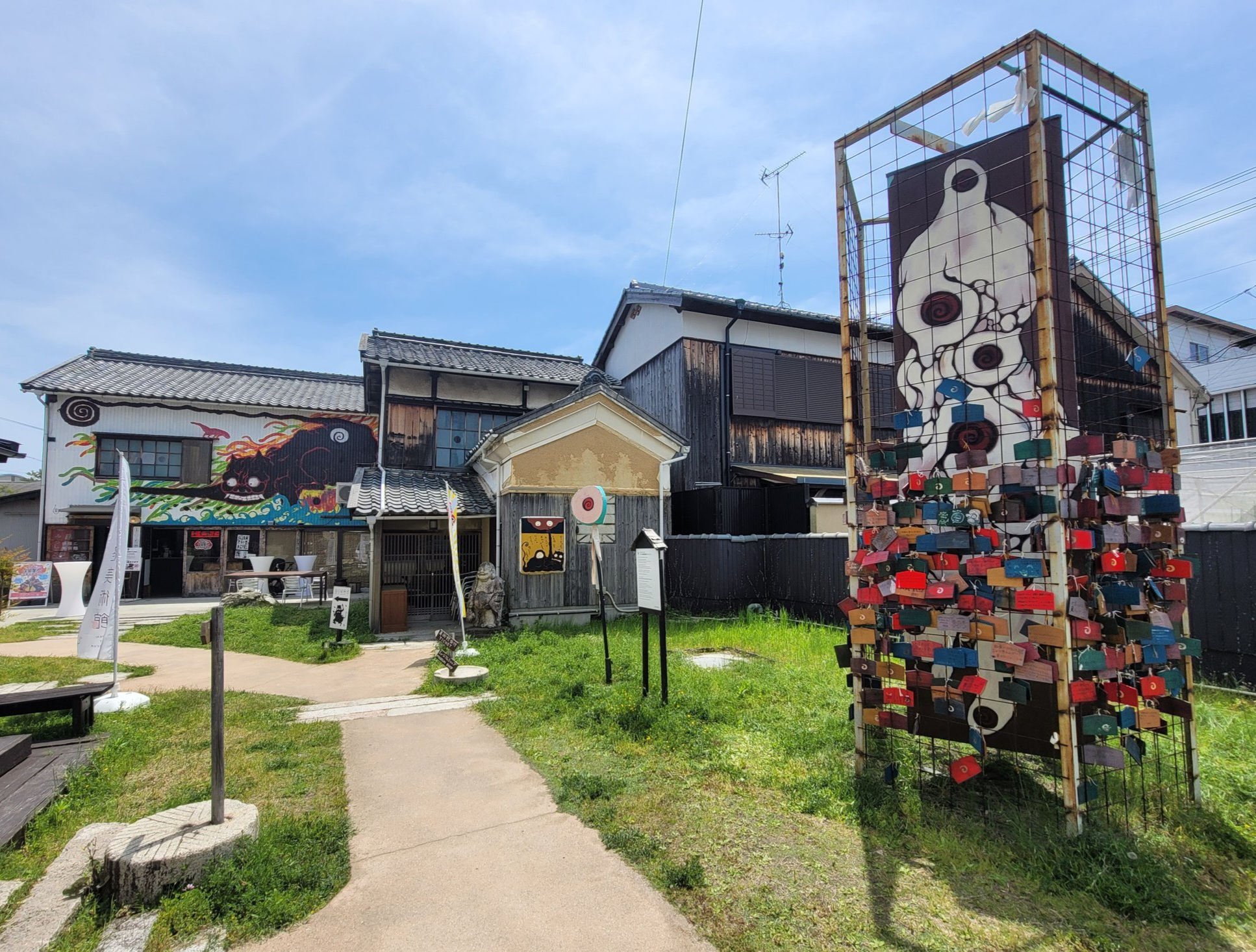
妖怪美術館受付のある建物。妖怪美術館は、この建物を含めて「迷路のまち」に点在する4棟で構成されている。

香川県小豆郡土庄町の中心地にて空き家になった昔ながらの商家、蔵、古民家などを活用してアートによる地域再生を進めている。
小豆島ヘルシーランド株式会社を母体としており、妖怪美術館や、小野川直樹美術館の企画・運営を中心に、観光・イベントなどの企画、フリーペーパーの制作などを手がけている。また、香川大学と共同で古民家を活用した民泊施設を立ち上げなど多岐にわたって活動している。

## 沿革
海風の侵入や瀬戸内の海寇の侵入、戦乱に備えて路地を入り組ませた路地が複雑に入り組んだ特徴的な町並みを活かした観光地化事業が地元民間企業を中心に進んでいたところ、第1回瀬戸内国際芸術祭をきっかけにアートによる地域振興の機運が高まり、小豆島ヘルシーランド株式会社の創業者・柳生好彦が発起人となって2010年にアートによる地域再生事業として小豆島・迷路のまちアートプロジェクト「MeiPAM（メイパム）」の活動がスタート。
| 年   | |
| ---- | --- |
| 2010 | 小豆島ヘルシーランド株式会社が母体となり、小豆島・迷路のまちアートプロジェクト「MeiPAM（メイパム）」が立ち上がる。 |
| 2010 | 香川県の離島・直島で展開されている「家プロジェクト」をモデルに「迷路のまち」に点在する古い建物をアートスペースとしてリノベーション。完成した現代アートギャラリー「MeiPAM（メイパム）」を通して迷路のまちに観光客を呼び込むことに。 - 明治時代に建てられた元呉服屋の蔵（現・妖怪美術館1号館） - 米や醬油を保管していた土壁の倉庫（現・妖怪美術館2号館） - 元小料理屋（現・「迷路のまち〜変幻自在の路地空間〜」 瀬戸内国際芸術祭 2022 sd04） 上記3つ古民家や商家をアートスペースとして改装。それらを巡るかたちで展示をスタート。 |
| 2013 | 1号館向いに建つ建物をカフェにリノベーション、「Café de MeiPAM（カフェ・ド・メイパム）」オープン。雑貨店・駄菓子屋もこの建物内にて営業をスタート。 |
| 2013 | 7/1 全国から妖怪の造形物を募集することで「世界一妖怪が生まれる島」としてにぎわいを創出することを目的として、「第一回 妖怪造形大賞」を開催。 |
| 2014 | 7/8 「第二回 妖怪造形大賞」を開催。 |
| 2015 | 大庄屋の屋敷だった古民家をリノベーションし、「セトノウチ」（現・妖怪美術館受付）として再生。この建物内にはアートスペースのほか、レストラン、土産物、旅のインフォメーションなどをオープン。 |
| 2016 | 第3回瀬戸内芸術祭に旧3号館(元小料理屋)を提供。 アートチーム 目[mé]によるインスタレーション「迷路のまち～変幻自在の路地空間～」公開スタート。 |
| 2016 | 3/11 「第三回 妖怪造形大賞」を開催。 |
| 2017 | 5/31 「第四回 妖怪造形大賞」を開催。 |
| 2018 | ターゲットを異文化を求めてやってくる欧米人に変更。展示テーマを「現代の妖怪」に設定して、美術館の名称をそれまでの「MeiPAM」から「妖怪美術館」に変更してリニューアル。 |
| 2018 | 7/4 「第五回 妖怪造形大賞」を開催。 |
| 2018 | 地方創生☆政策アイデアコンテスト2018 で香川大学経済学部の学生で運営する学生委員会「なえどこ」が提案した「小豆島みんぱくプロジェクト」に協力。古民家をリノベーションして民泊施設「縁川」を立ち上げる。 |
| 2019 | 元花屋だった建物をリノベーションし、「小野川直樹美術館」をオープン。 |
| 2019 | 夜の観光コンテンツとして妖怪美術館にて「夜の妖怪美術館」を開催。ナイトタイムエコノミーを盛り上げるために期間限定で夜間の入館を受付する。。 |
| 2020 | 緊急事態宣言の対象が全国に拡大したことで国内各地の観光がストップ状態に。生き残りを賭けて駄菓子、雑貨店の事業を取りやめ、すべての商品を妖怪美術館のミュージアムショップに集約したり、カフェをレストランに吸収するなど事業をスリム化。しばらくの間、美術館も休館に。 |
| 2020 | 「人と繋がる」をテーマにオンラインやSNSを使った活動に注力するよう舵を切る。 |
| 2020 | 一般社団法人プラチナ構想ネットワークが選出するプラチナ大賞において「地域再生賞」受賞。 |
| 2021 | 妖怪美術館の公式Twitterのフォロワーが1万人を突破。 |
| 2022 | 瀬戸内国際芸術祭の夏会期開催に合わせて地元民目線で企画した観光周遊ガイドブック「小豆島ローカルトラベルガイド」冊子（A5版・32ページ）を制作。2022年7月中旬に島内外の観光施設・宿泊施設などへ配布したところ、人気のあまり1ケ月ほどで累計1万部発行。 |
| 2022 | 『迷路のまちの小さな美術館の挑戦』を出版（EDIT LOCAL BOOKS 千十一編集室）。 |
| 2023 | 3/13 「第六回 妖怪造形大賞」を開催。 |
| 2023 | 『The NewYork Times』4月16日号にて、妖怪美術館の展示や取り組みが取り上げられ、日本における妖怪文化の現代までの流れについても併せて紹介する「A Japanese Island Where the Wild Things Are」という記事が掲載される。 |
| 2023 | 9/24 5月にリリースした4曲目のオリジナルソング『おいでよ小豆島音頭』のMVが「eかみしばいコンテスト2023」団体部門最優秀賞を受賞。 |
| 2024 | 2/16 総務省が主催する「ふるさとづくり大賞」において「団体表彰」を受賞。10年以上に渡ってアートを主軸とした活動を行っている点や妖怪を題材に地域全体で街を盛り上げている点などを高く評価される。 |
| 2024 | 11/2 公益財団法人あしたの日本を創る協会、読売新聞東京本社、NHKが主催する「あしたのまち・くらしづくり活動賞」において「振興奨励賞」を受賞。「妖怪美術館」を中心とした地域活性化に取り組み成果をあげていることが評価される。 |